# Moon Trance
Moon Trance je skladba americké houslistky Lindsey Stirling. Skladba pochází z jejího debutového alba Lindsey Stirling. Píseň produkovala společně s producentem FIXYNem.

## Videoklip
Videoklip ke skladbě byl vydán 23. října 2012. Kameramanem byl Jacob Schwarz. Ve videoklipu jde Lindsey s přáteli z kina. Ti ji nalákají na hřbitov, kde se oba změní v zombie, kteří také začínají vylézat z hrobu. Lindsey s nimi pak tancuje na motivy skladby.
Na YouTube má videoklip přes 16 milionů zhlédnutí.